# Ross Geller
Dr. Ross Eustace Geller, född den 18 oktober 1967, är en fiktiv rollfigur i den populära situationskomedin och tv-serien Vänner (1994–2004), spelad av David Schwimmer.
Ross är den snälla, charmiga, nördiga akademikern i Vänner-gänget och mycket av hans karaktär bygger på det. Han är son till Jack och Judy Geller, och storebror till Monica Geller. Hans två bästa vänner är Chandler Bing och Joey Tribbiani. Ross är paleontolog och i början av serien arbetar han på Museum of Prehistoric History i New York. Senare i serien lämnar han detta jobb för att bli professor och lektor i paleontologi på New York University. Ross får precis i början av serien sitt första barn, Ben, med sin första fru Carol. I säsong 8 får han ett till, Emma, med Rachel Green. Ross absoluta favoritämne är dinosaurier som han gärna pratar om till sina vänners stora förtret.

## Bakgrund

### Familj
Ross är den äldre brodern till Monica Geller, och blev ofta favoriserad av sina föräldrar – Judy och Jack Geller – framför henne. Även när han begår misstag står han i bättre dager än Monica. Han föddes den 18 oktober (även om han påstår att det är i december i ett avsnitt). När han föddes, beskrevs han som ett magiskt underverk, eftersom man trodde att hans mamma var steril. De två syskonen Monica och Ross är extremt tävlingsinriktade mot varandra, vilket i synnerhet visar sig i avsnittet The One With The Football där man får veta att de varje thanksgiving under sin ungdom spelade en match amerikansk fotboll som de kallade Geller-Bowl. Den fortsatte tills Monica bröt Ross näsa och deras föräldrar förbjöd dem att spela fotboll igen. De var tydligen också väldigt våldsamma mot varandra under deras uppväxt. Monica har till exempel kastat en enorm pumpa på Ross.

### Karriär
Ross började senare på college där han träffade Chandler Bing som blev hans bästa kompis och rumskamrat, samt sin framtida hustru Carol Willick. På college studerade Ross till paleontolog, blev doktorand och började på New York Museum of Prehistoric History. I ett avsnitt säger han att han gav upp en karriär inom basket för att bli paleontolog. Han säger också att han skulle vara bra på att jobba inom reklambranschen. Ross kärlek till dinosaurier är ett skämt genom de olika säsongerna. Till exempel undrar Monica när dinosauriehistorier dör ut, och Joey frågar Ross en gång om homo sapiens verkligen var homo-sapiens, och om det var därför de var utdöda?
Ross är tvungen att ta ett sabbatsår från museet när han får ett raseriutbrott när hans chef ätit upp hans smörgås, han har vid det här laget förlorat sin lägenhet och just genomgått sin andra skilsmässa. Han hittar senare ett arbete som professor på New Yorks universitet
Han kommer i konflikt med Phoebe Buffay allt som oftast. Hans vetenskapliga tro och Pheobes självbaserade tro leder ofta till konflikter om teorier över evolutionen, tyngdkraft eller om Phoebes döda mamma har reinkarnerats till en katt. Pheobe rånade också Ross när hon var hemlös i unga år. Hon fick dock endast tag i Ross egen serietidning Science Boy. Ross och Phoebe förblir dock alltid vänner, och det var nära att de låg med varandra efter hans första skilsmässa.

### Marcel
Efter skilsmässan från sin första fru Carol adopterade Ross en kapucinapa vid namn Marcel. Relationen är ganska svår till en början, men de två växer tillsammans tills Marcels sexuella drift (som gör att han juckar mot objekt och folks ben) tvingar Ross att ge bort honom till San Diego Zoo. Ross vill senare träffa Marcel igen, men zoot berättar att Marcel dött. En djurskötare berättar dock för Ross att Marcel egentligen hade blivit stulen. Det visar sig till slut att Marcel är en känd maskot till ett ölmärke och deltar i filmen Outbreak 2: The Virus Takes Manhattan.

### Lägenheter
I säsong ett till fyra bor Ross i samma lägenhet. I säsong fem flyttar han till en lägenhet som släktingar till hans andra fru Emily äger. Efter deras skilsmässa sparkas han ut och bor ett kort tag i Chandlers och Joeys lägenhet. Snart hittar han lägenheten mitt emot Monicas som Ugly Naked Guy ska flytta från. Han får den genom att gå omkring naken i lägenheten tillsammans med Ugly Naked Guy.

## Relationer
Ross är troligtvis den otursammaste av vännerna när det gäller kärlek. 

### Carol
Han skilde sig från sin första fru Carol Willick efter åtta års äktenskap (dock påstod han i början att det var fyra år), när det visade sig att hon var lesbisk och hade en affär med en annan kvinna. Strax efteråt visar det sig även att Carol är gravid med Ross första barn. Sonen Ben Geller (spelades av Cole Sprouse) föds i det sista avsnittet av säsong ett, The One With The Birth. De delar vårdnaden och kommer överens ganska väl efteråt.

### Emily
Ross andra giftermål är med en engelsk kvinna, Emily Waltham, och verkade bli ett lyckligt sådant. Giftermålet äger rum i London, både Joey och Chandler var best man och Monica tärna. Under bröllopet säger Ross Rachels namn istället för Emilys, vilket leder till att deras förhållande gick i spillror. 

### Rachel
Ett annat genomgående tema för Vänner under dess tio säsonger är på- och avförhållandet mellan Ross och Rachel, en av de andra huvudkaraktärerna i serien. Ross har varit kär i Rachel sedan de gick i high school då Rachel var Monicas bästa vän. När Rachel flyttar in till Monica och New York City återfaller Ross till sin gamla kärlek igen, och de blir tillsammans i andra säsongen, men gör slut i tredje säsongen. Efter en svår start blir de till slut tillsammans i The One With The Prom Video. Deras relation slutar när Rachel blir vän med en manlig kollega och Ross tror att hon är otrogen. Allt leder till ett stort bråk där Ross tror att de har en paus från förhållandet och sedan har sex med Chloe, en tjej som jobbar i kopieringsaffären. Det är då den kända repliken We were on a break sägs första gången. När Rachel får reda på det gör hon slut med Ross i en känd scen i Monicas lägenhet. Samtidigt som paret bråkar i Monicas vardagsrum är resten av vännerna instängda i Monicas sovrum, rädda för att avbryta bråket. (Scenen var så känslosam för Jennifer Aniston och David Schwimmer att de båda grät efter att de gjort klart scenen).  Deras förhållande som börjar och tar slut igen leder till Ross tredje giftermål, och första med Rachel, under stor alkoholpåverkan när de är i Las Vegas. De skiljer sig inte förrän flera veckor senare, eftersom Ross inte vill annullera – och få ännu ett misslyckat äktenskap och en skilsmässa.
De två blir nästan tillsammans igen vid flera tillfällen men det blir inte riktigt av förrän en kväll där de båda ligger med varandra. Efter det blir Rachel gravid och föder senare Ross andra barn Emma. I det sista avsnittet av Vänner övertalar Phoebe Ross att berätta för Rachel om sin kärlek innan hon flyttar till Paris för att fortsätta på sin karriär. Hans förklaring lyckas och de två blir igen ett par.
Ross är även känd för att ha otroligt dåliga raggningsrepliker och hamna i pinsamma situationer när det gäller tjejer. Bland annat fastnar han i sina egna läderbyxor och blir tvungen att massera en gammal man.

### Andra förhållanden
- Ex-fru: Carol Willick
- Ex-fru: Emily Waltham
- Ex fru: Rachel Green
- Ex-flickvänner: Julie, Bonnie, Elizabeth Stevens, Mona, Charlie Wheeler

## Personlighet
Ross är en hel del nördig av sig och räknas som en av de mest intelligenta av vännerna. Han brukar även då och då ljuga om sitt liv så att han verkar bättre än vad han egentligen är. Under skolåren hade han marijuana på sitt rum och när hans föräldrar kom in på hans rum och kände lukten – skyllde han på att det var Chandler som hade rökt det. Detta gjorde att hans föräldrar ogillade Chandler tills Monica berättade sanningen för dem under Thanksgivingen under säsong sex. 
Det är osäkert vilken dag Ross har sin födelsedag och hur gammal han är.